# Bignoniaceae

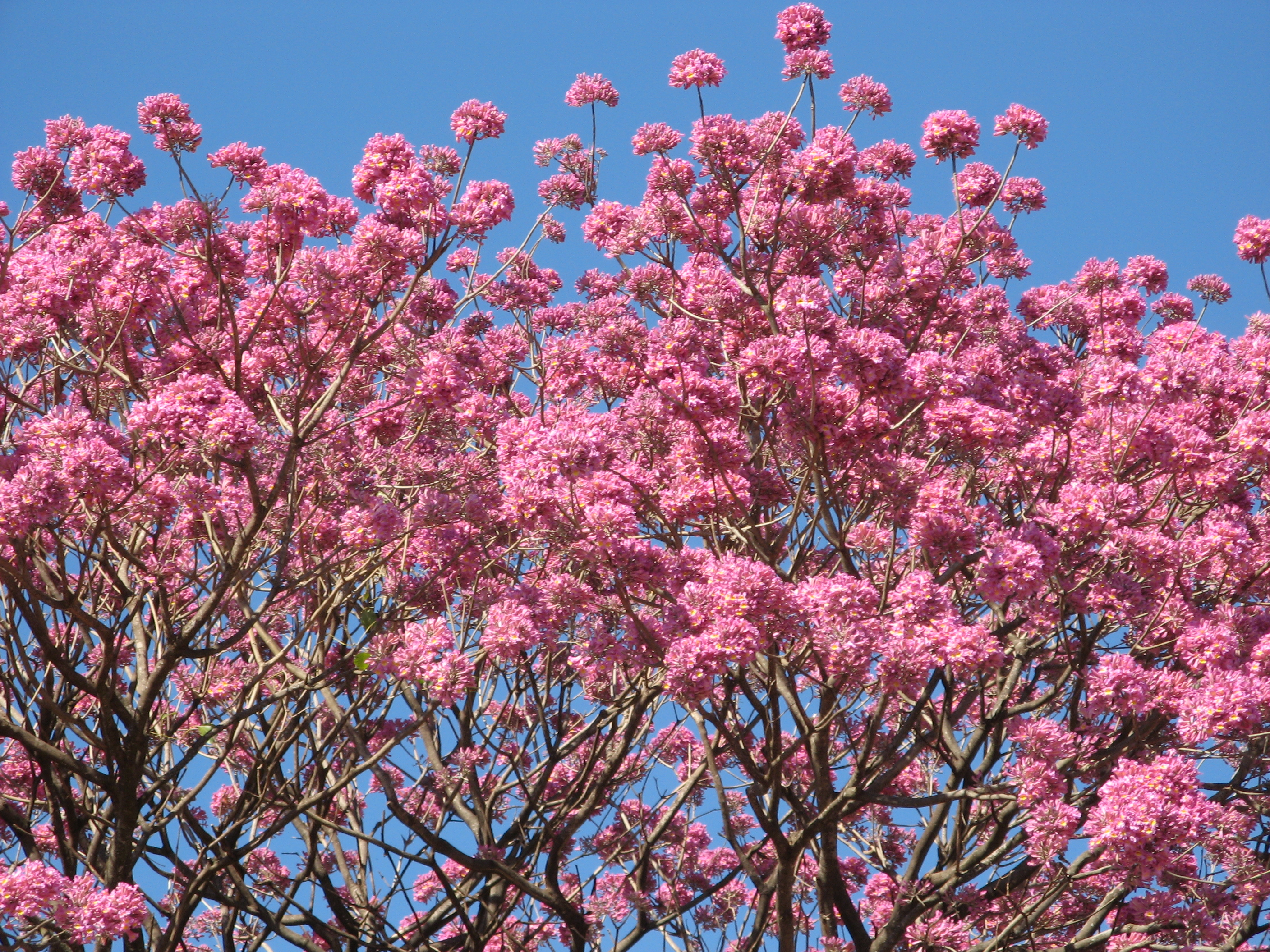
Flores de ipê-rosa.

Bignoniaceae é uma família que inclui árvores, arbustos e lianas, com aproximadamente 110 gêneros e 800 espécies. Possui vasta distribuição, nas regiões tropicais e subtropicais, sendo pouco frequente nos subtrópicos. Os maiores gêneros são Handroanthus, com 100 espécies, Arrabidaea, com 70 espécies, Adenocalymma, com 50 espécies e Jacaranda, com 40 espécies. Suas flores são polinizadas por abelhas, vespas, borboletas, mariposas, pássaros e morcegos, e as sementes são dispersadas principalmente pelo vento (GENTRY, 1980). E, ainda, são muito utilizadas como plantas ornamentais: espécies dos gêneros Spathodea, Campsis, Pyrostegia e Tabebuia.

## Etimologia
A designação da família deriva do nome do gênero Bignonia, atribuída por Lineu em homenagem ao padre e naturalista francês Jean-Paul Bignon, bibliotecário do rei Luís XIV da França.

## Morfologia

### Folhas
Os representantes desta família possuem folhas opostas ou verticiladas, podendo em alguns casos ser alternas espiraladas, compostas pinadas ou palmadas ou, ainda, ocasionalmente simples, inteiras a serreadas.  Possuem venação peninérvea, folíolos terminais às vezes modificados em gavinhas ou ganchos; estipula ausente. Também pode ocorrer com frequência pseudoestípulas, com broto axilar ampliado e também pode ocorrer domatia em alguns gêneros, que é uma pequena câmera que pode abrigar alguns tipos de artrópodes.

### Caule
Anatomicamente, o caule das lianas se distingue pela presença de uma variação cambial denominada xilema interrompido, com a formação de cunhas de floema que conferem ao caule em secção transversal a forma de cruz de Malta. Essa variação cambial deriva de quatro (ou a múltiplos de quatro) porções de um câmbio que apresenta, inicialmente, atividade normal que passa a produzir menos xilema e mais floema. O floema produzido por essas porções variantes, por sua vez, apresenta elementos de tubo crivado muito largos e menos parênquima que as porções com atividade normal. A presença de variação cambial neste grupo parece conferir flexibilidade às plantas, auxiliar no reparo de injúrias, contribuir para a formação de xilema e condução de fotossintatos.

### Flores
Apresenta flores andróginas, diclamídeas, gamopétalas, pentâmeras, muito vistosas. Androceu com quatro estames didínamos e um estaminódio, que é geralmente atrofiado. Antera coniventes com duas tecas divaricadas (em forma de "V"). Gineceu com dois carpelos, formando um ovário súpero e bilocular com estigma bilamelado, em geral cercado por disco. Corola tubulosa em forma de "S", podendo ser bilabiada e prefloração imbricada.
Além disso, as flores desta família são bissexuais, sendo capazes de realizar autofecundação em alguns casos. Estas são plantas zigomorfas, ou seja, com simetria bilateral. Apresentam, fenotipicamente, tamanhos grandes e vistosos, sendo compostas por cinco sépalas conatas, isto é, que estão aderidas em fusão como uma estrutura única. Possui, também, a corola mais ou menos bilabiada com cálice. E, ainda, a corola pode apresentar limbos com duas divisões que se aparentam a dois lábios. Os limbos são onde folhas se organizam separadamente, chamados de limbos imbricados. 
Esta família apresenta, em geral, dois carpelos com quatro estames didínamos, isto é, forma quatro estames no qual dois deles apresentam um tamanho maior que os outros dois. Entretanto, alguns indivíduos, podem apresentar um pequeno estaminódio (estame modificado ou reduzido, normalmente estéril). Além disso, os filetes estão unidos a corola e possuem anteras sagitadas.

### Frutos
Os frutos são, geralmente, longos, com cápsula septícida a loculicida, podendo ser também baga ou cápsula indeiscente. As sementes achatadas, aladas ou providas de pêlos. O endosperma está ausente. Os cotilédones são profundamente bilobados, porém há exceções, como nos gêneros Kigelia, Crescentia e Colea, que apresentam fruto sem cápsula indiferente e com sementes não aladas. O fruto de Colea é uma baga.

## Distribuição geográfica
Espécies desta família possui distribuição predominantemente tropical, principalmente na América do Sul. O Brasil apresenta 117 espécies, sendo considerado o centro de diversidade desta família, com 32 gêneros e 391 espécies. Ocorre em quase todos os estados do Brasil, distribuindo-se de Norte a Sul. Esta família não é endêmica do Brasil, ou seja, ainda existem alguns gêneros com ocorrência em regiões temperadas.

### Estados brasileiros com ocorrências confirmadas
Norte (Acre, Amazonas, Amapá, Pará, Rondônia, Roraima, Tocantins), Nordeste (Alagoas, Bahia, Ceará, Maranhão, Paraíba, Pernambuco, Piauí, Rio Grande do Norte, Sergipe), Centro-Oeste (Distrito Federal, Goiás, Mato Grosso do Sul, Mato Grosso), Sudeste (Espírito Santo, Minas Gerais, Rio de Janeiro, São Paulo), Sul (Paraná, Rio Grande do Sul, Santa Catarina).

### Estados brasileiros com possíveis ocorrências
Norte (Acre, Amazonas, Pará, Rondônia), Nordeste (Bahia, Paraíba), Centro-Oeste (Distrito Federal, Goiás, Mato Grosso do Sul, Mato Grosso), Sudeste (Espírito Santo, Minas Gerais, Rio de Janeiro, São Paulo), Sul (Santa Catarina).

### Domínios fitogeográficos
Amazônia, Caatinga, Cerrado, Mata Atlântica, Pampa, Pantanal.

### Tipos de vegetação
Área Antrópica, Caatinga (stricto sensu), Campinarana, Campo de Altitude, Campo de Várzea, Campo Limpo, Campo Rupestre, Carrasco, Cerrado (lato sensu), Floresta Ciliar ou Galeria, Floresta de Igapó, Floresta de Terra Firme, Floresta de Várzea, Floresta Estacional Decidual, Floresta Estacional Perenifólia, Floresta Estacional Semidecidual, Floresta Ombrófila (= Floresta Pluvial), Floresta Ombrófila Mista, Manguezal, Restinga, Savana Amazônica, Vegetação Sobre Afloramentos Rochosos.

## Adaptações/Caracteres evolutivos
Caracteres evolutivos são apresentados em tricomas não glandulares, tricomas glandulares peltados, tricomas glandulares estipados e tricomas glandulares pateliformes/cupulares. Três destes tricomas – tricomas não glandulares, tricomas glandulares peltados e tricomas glandulares pateliformes/cupulares –, provavelmente, já estavam presentes em indivíduos ancestrais enquanto os tricomas glandulares estipados surgiram mais recentemente e diversas vezes ao longo da evolução.

## Reprodução
A família Bignoniaceae não apresenta padrão em sazonalidade, e as flores da maioria das espécies apresentam síndrome de melitofilia, ornitofilia e quiropterofilia.

## Importância econômica
A família apresenta grande importância econômica, fornece madeiras nobres, como as espécies dos gêneros Jacaranda, Tabebuia e Catalpa. Além disso, existem algumas espécies que são muito utilizadas em atividades ornamentais, como as espécies dos gêneros Clytostoma, Crescentia, Jacaranda, Macfadyna e Tabebuia.

## Conservação
Segundo a lista oficial das espécies da flora brasileira ameaçadas de extinção, a família Bignoniaceae apresenta 10 espécies ameaçadas de extinção, sendo elas: Adenocalymma magnoalatum, Adenocalymma ubatubense, Digomphia densicoma, Jacaranda carajasensis, Jacaranda crassifolia, Jacaranda intricata, Jacaranda rugosa, Jacaranda subalpina, Tabebuia botelhensis, Tabebuia selachidentata.

## Relações Filogenéticas
A família Bignoniaceae é classificada como um grupo monofilético, por apresentar as seguintes sinapomorfias: folhas transformadas em gavinhas (hábito liano) e crescimento secundário anômalo. Sendo esta última considerada uma característica derivada. Além disso, estudos moleculares com sequências de rbcL e ndhF, realizado por Spangler e Olmstead, comprovam que esta família pertence a um grupo monofilético. Nesse contexto, a presença de folhas pinadas compostas, na família Bignoniaceae, é considerada, pelos botânicos, sinapomorfia deste grupo. Contudo algumas espécies dos gêneros Crescentia, Tabebuia e Catalpa possuem folhas reduzidas, trifoliadas e, às vezes, até unifoliadas. Em adição, somente espécies dos gêneros Crescentia, Parmentiera e Kigelia produzem frutos grandes e indeiscentes.
Existe uma controvérsia em relação a classificação, em nível de Família, das espécies dos gêneros Paulownia e Schlegelia. Alguns autores consideram os gêneros Paulownia e Schlegelia como pertencentes à família Bignoniaceae, porém existem outros autores que afirmam que estes gêneros fazem parte de outras famílias distintas entre si, devido a ausência de carácteres sinapomórficos.

## Diversidade taxonômica
A família Bignoniaceae inclui os seguintes gêneros:
| Adenocalymma   | Amphilophium    | Amphitecna      |
| Anemopaegma    | Argylia         | Arrabidaea      |
| Astianthus     | Barnettia       | Bignonia        |
| Callichlamys   | Campsidium      | Campsis         |
| Catalpa        | Catophractes    | Ceratophytum    |
| Chilopsis      | Clytostoma      | Clytostomanthus |
| Colea          | Crescentia      | Cuspidaria      |
| Cybistax       | Cydista         | Delostoma       |
| Deplanchea     | Digomphia       | Dinklageodoxa   |
| Distictella    | Distictis       | Dolichandra     |
| Dolichandrone  | Eccremocarpus   | Ekmanianthe     |
| Exarata        | Fernandoa       | Fridericia      |
| Gardnerodoxa   | Gelseminum      | Glaziova        |
| Godmania       | Handroanthus    | Haplolophium    |
| Haplophragma   | Heterophragma   | Hieris          |
| Incarvillea    | Jacaranda       | Kigelia         |
| Lamiodendron   | Leucocalantha   | Lundia          |
| Macfadyena     | Macranthisiphon | Manaosella      |
| Mansoa         | Markhamia       | Martinella      |
| Mayodendron    | Melloa          | Memora          |
| Millingtonia   | Mussatia        | Neojobertia     |
| Neosepicaea    | Newbouldia      | Niedzwedzkia    |
| Nyctocalos     | Ophiocolea      | Oroxylum        |
| Pajanelia      | Pandorea        | Parabignonia    |
| Paracarpaea    | Paragonia       | Paratecoma      |
| Parmentiera    | Pauldopia       | Perianthomega   |
| Periarrabidaea | Perichlaena     | Phryganocydia   |
| Phyllarthron   | Phylloctenium   | Piriadacus      |
| Pithecoctenium | Pleonotoma      | Podranea        |
| Potamoganos    | Pseudocatalpa   | Pyrostegia      |
| Radermachera   | Rhigozum        | Rhodocolea      |
| Roentgenia     | Romeroa         | Santisukia      |
| Saritaea       | Scobinaria      | Sideropogon     |
| Sparattosperma | Spathicalyx     | Spathodea       |
| Sphingiphila   | Spirotecoma     | Stereospermum   |
| Setilobus      | Stizophyllum    | Tabebuia        |
| Tanaecium      | Tecoma          | Tecomaria       |
| Tecomanthe     | Tecomella       | Tourrettia      |
| Tynanthus      | Urbanolophium   | Xylophragma     |
| Zeyheria       |                 |                 |

## Listas de gêneros brasileiros
Adenocalymma Mart. ex Meisn. emend L.G. Lohmann, Amphilophium Kunth, Anemopaegma Mart. ex Meisn., Bignonia L., Callichlamys Miq., Crescentia L., Cuspidaria DC., Cybistax Mart. ex Meisn., Digomphia Benth., Dolichandra Cham., Fridericia Mart., Godmania Hemsl., Handroanthus Mattos, Jacaranda Juss., Lundia DC., Manaosella J.C. Gomes, Mansoa DC., Martinella Baill., Neojobertia Baill., Pachyptera DC., ex Meisn., Paratecoma Kuhlm., Perianthomega Bureau ex Baill., Pleonotoma Miers, Pyrostegia C. Presl, Sparattosperma Mart. ex Meisner, Spathodea P. Beauv., Stizophyllum Miers, Tabebuia Gomes ex DC., Tanaecium Sw. emend L.G. Lohmann, Tecoma Juss., Tynanthus Miers, Xylophragma Sprague, Zeyheria Mart.